# NGC 364
NGC 364 (również PGC 3833 lub UGC 666) – galaktyka soczewkowata (S0), znajdująca się w gwiazdozbiorze Wieloryba. Odkrył ją Albert Marth 2 września 1864 roku.